# Фёдоров, Юрий Васильевич (хоккеист)
Юрий Васильевич Фёдоров (Пустой шаблон {{ВД-Преамбула}} ) — советский хоккеист, нападающий. Мастер спорта СССР. Российский тренер.

## Биография
Воспитанник нижнетагильского хоккея. Играл за команды «Спутник» Нижний Тагил (1974/75 — 1975/76, 1987/88 — 1989/90), СКА Свердловск (1976/77 — 1977/78), «Металлург» Череповец (1978/79), «Рубин» Тюмень (1979/80 — 1980/81), «Автомобилист» Свердловск (1981/82 — 1987/88), РТИ Свердловск — Екатеринбург (1990/91 — 1991/92), «Кедр» Новоуральск (1992/93 — 1995/96). В последнем сезоне — играющий тренер «Кедра». Затем — тренер в школе «Спартаковец» Екатеринбург. В высшей лиге СССР провёл три сезона (1984/85, 1986/87 - 1987/88), сыграл 76 матчей.
Скоропостижно скончался 25 декабря 2011 года на 54-м году жизни.
Сын Евгений (род. 1980) — хоккеист.